# Nuevo Urecho
Urecho (‘Lugar situado en tierra caliente’). Es la cabecera del municipio homónimo, se localiza al centro del estado, limita al norte con Taretan y Uruapan , al este con Ario, al sur con La Huacana y al oeste con Gabriel Zamora.

## Historia
Al principio fue una aldea prehispánica, habitada por los antiguos chichimecas e incorporado al señorío de los tarascos durante la expansión de su Imperio. En los tiempos del Gobierno Español, se le dio el nombre de San Antonio Urecho, donde también hay registros que estuvo cubriendo un interinato el bachiller don José Ma. Morelos y Pavón, en mayo de 1799. San Antonio Urecho figuró como cabecera de la alcaldía mayor de Valladolid. En el año de 1833, a causa de lo malsano del antiguo lugar, el pueblo se cambió a la zona que actualmente ocupa mediante una permuta de terreno con la hacienda de Tepenahua (Esta llegando a su fin con la Ley del 18 de enero de 1827, en sus nueve artículos especificaba que el reparto de tierras se haría exclusivamente entre los descendientes de las familias primigenias) y la de San Nicolas del Jongo y por tal motivo se le asignó el nombre de Nuevo Urecho. En la ley territorial de 1831, aparece como tenencia del municipio de Taretan y es elevado a categoría de municipio por la ley territorial del 13 de diciembre de 1855.

## Población
Cuenta con 1459 habitantes, lo que representa un incremento promedio de 0.99% anual en el período 2010-2020 sobre la base de los 1325 habitantes registrados en el censo anterior. Ocupa una superficie de 0.7175 km², lo que determina al año 2020 una densidad de 2033 hab/km².

### Población de Nuevo Urecho 1900-2020[7]
| Gráfica de evolución demográfica de Nuevo Urecho entre 1900 y 2020                                |
|                                                                                                   |
| Población de los censos del Instituto Nacional de Estadística y Geografía (INEGI) de 1900 a 2020. |